# Вірними залишимося
«Вірними залишимося» («Верными останемся») — радянсько-східнонімецько-угорсько-болгарсько-чехословацько-польський двосерійний художній фільм 1988 року, знятий режисером Андрієм Малюковим.

## Сюжет
Герої кінодилогії — воїни-учасники громадянської війни в Іспанії.

## У ролях
- Ігор Волков — Петро Лаптєв
- Олена Яковлєва — Віра
- Ваня Цвєткова — Ліліана
- Золтан Безереді — Шандор
- Юрій Бєляєв — Чумаков
- Мацей Гурай — роль другого плану
- Михайло Волонтир — Родрігес
- Людмила Арініна — Анна Александрова
- Петер Циммерман — роль другого плану
- Микола Олялін — комбриг Важенін
- Лариса Гузєєва — Росіта/Люція
- Володимир Ферапонтов — Ференц
- Петр Дойчев — роль другого плану
- Олексій Булдаков — роль другого плану
- Олександр Кузнецов — роль другого плану
- Клара Рум'янова — роль другого плану
- Георгіос Совчіс — роль другого плану
- Віктор Філіппов — роль другого плану
- Сергій Яковлєв — роль другого плану
- Кшиштоф Новік — роль другого плану
- Марія Пробош — роль другого плану
- Малгожата Потоцька — роль другого плану
- Хенрік Таляр — роль другого плану
- Анджей Красицький — роль другого плану
- Петро Гонсовський — роль другого плану
- Олена Антонова — Анна Шнайдер
- Володимир Длоугі — епізод
- Олександр Горбенко — епізод
- Юрій Соколов — сержант ГПУ

## Знімальна група
- Режисер — Андрій Малюков
- Сценаристи — Андрій Малюков, Валентин Черних
- Оператори — Юрій Клименко, Валентин Піганов
- Композитор — Іржи Шуст
- Художник — Віктор Петров